# Roller Coaster DataBase
A Roller Coaster DataBase (magyarul: hullámvasút adatbázis) több mint ötezer hullámvasút és vidámpark adatait tartalmazó, kereshető adatbázis.
Az oldalt 1996-ban alapította Duane Marden, azóta is ő működteti. Az oldal tartalmazza minden hullámvasút esetében a vidámparkot, melyben található, típusát, státusát (működik vagy megszűnt), nyitásának dátumát, költségeit, befogadóképességét, magasságát, hosszúságát, sebességét, lejtőinek számát, fordulatainak számát, kocsijainak számát, egyebeket.
A keresési lehetőségek segítségével listázhatóak a hullámvasutak sebesség, magasság, fordulatok száma, alapanyaguk stb. szerint, illetve a vidámparkok is rangsorolhatóak több szempont alapján.
Az oldal tartalma tíz nyelven érhető el: angol, német, francia, spanyol, holland, portugál, olasz, svéd, japán és egyszerűsített kínai nyelven.